# Нольте, Харри
Ха́рри Но́льте (нем. Harry Nolte; 11 июня 1961, Цвиккау) — немецкий гребец-байдарочник, выступал за сборную ГДР на всём протяжении 1980-х годов. Бронзовый призёр чемпионата мира, участник летних Олимпийских игр в Москве, многократный победитель регат национального значения.

## Биография
Харри Нольте родился 11 июня 1961 года в городе Цвиккау. Активно заниматься греблей начал в раннем детстве, проходил подготовку в Потсдаме, состоял в потсдамском спортивном клубе «Форвертс». 
Первого серьёзного успеха на взрослом международном уровне добился в 1980 году, когда попал в основной состав национальной сборной ГДР и благодаря череде удачных выступлений удостоился права защищать честь страны на летних Олимпийских играх в Москве. Вместе с напарником Петером Хемпелем стартовал в программе двухместных байдарок на дистанции 1000 метров, дошёл до финальной стадии и в решающем заезде финишировал пятым, немного не дотянув до призовых позиций.
После московской Олимпиады Нольте остался в основном составе гребной команды Восточной Германии и продолжил принимать участие в крупнейших международных регатах. Так, в 1986 году он побывал на чемпионате мира в канадском Монреале, откуда привёз награду бронзового достоинства, выигранную в зачёте байдарок-одиночек на километровой дистанции — в финале его обошли британец Джереми Уэст и венгр Ференц Чипеш. Вскоре по окончании этих соревнований принял решение завершить спортивную карьеру, уступив место в сборной молодым немецким гребцам.